# Памуккале
Памуккале́ (тур. Pamukkale — Бавовняний замок) — назва травертинових терас і курорта в Туреччині, розташованих поруч з античним містом Ієраполіс, за 18 км на схід від Денізлі.
У цьому місці дія гарячих джерел, що містять окис кальцію, привела до утворення вапняних відкладень на скелястих травертинових терасах. Вода з термальних джерел, збагачена гідрокарбонатом кальцію, багато століть стікаючи по схилу гори та падаючи з високих уступів багатьма водоспадами, утворила білі скам'янілі каскади, тераси та маленькі басейни.
До нього входять 17 геотермальних джерел з температурою води від 35 до 100 °C та водойми-тераси, що утворилися з травертину.
Склад води в Памуккале: кальцій — 349,1 міліграм/кг; магній — 135,2 міліграм/кг; сода — 189,2 міліграм/кг; хлор — 42,8 міліграм/кг; сульфат — 921,3 міліграм/кг; шідрокарбонат — 999,6 міліграм/кг; нітрит (менш ніж) — 0,003 міліграм/кг; нітрат — 0,06 міліграм/кг; амоній — 0,11 міліграм/кг.

## Історія
Античний курорт Ієраполіс був заснований в кінці ІІ ст. до н. е. династією Атталідів, які правили Пергамом. У 133 році до н. е. місто переходить під владу Риму. В античність Ієраполіс кілька разів був зруйнований землетрусами, але його відбудували заново. У римський період цей курорт також був дуже популярний в аристократів. 
У 80 році н. е. тут був розп’ятий св. Філіп, один з 12 апостолів. Костянтин Великий зробив Ієраполіс столицею Фригії. У візантійський період місто відігравало важливе значення в регіоні. У 1210 році Ієраполіс став належати туркам. У 1354 році він був зруйнований сильним землетрусом і покинутий.